# Casamento branco
Casamento branco (do francês: Mariage blanc) é um casamento sem consumação. As pessoas podem ter-se casado por várias razões, por exemplo, um casamento por conveniência é geralmente celebrado para ajudar ou resgatar um dos cônjuges de perseguição ou ameaça; ou para vantagem econômica, social ou de visto. Outro exemplo é um casamento de lavanda, realizado para disfarçar a homossexualidade de um ou ambos os parceiros. Um casamento sem sexo, por outro lado, pode ter começado como as expectativas padrão.

## Etimologia
A expressão pode derivar da ausência de sangue himenal nos lençóis de cama do casamento (branco) do casal; no entanto, a palavra francesa blanc também significa em branco no sentido de vazio, e.g. cartouche à blanc = um cartucho em branco, um sem uma bala.

## Casos
Um exemplo é o casamento de um Gentio com um Judeu para protegê-lo em épocas de extremo antissemitismo, como o período que antecedeu a Segunda Guerra Mundial, em áreas da Europa ameaçadas pelo nazismo: "Barão Federico von Berzeviczy-Pallavicini […] durante os anos trinta […] teve um casamento branco com a sobrinha dos proprietários judeus de Demel, o que lhe permitiu entrar em um convento sob o seu nome e sobreviver à guerra."
No Irã, "casamentos brancos" descrevem exatamente o contrário de um mariage blanc: um casal que coabita e faz sexo sem ser casado. Apesar do governo xiita conservador, essa prática está se tornando comum no começo do século XXI.

## Outras razões
Um mariage blanc também pode resultar se um ou ambos os parceiros descobrirem, depois de seu casamento, que são incapazes ou não querem participar de relações sexuais (produtivas), por exemplo, devido à assexualidade, impotência ou frigidez, doença crônica ou deficiência. Os casamentos de Thomas Carlyle, John Ruskin, Freya Stark and Max Beerbohm supostamente não foram consumados pela impotência. O breve casamento de Tchaikovsky pode ser descrito como um "casamento de lavanda".